# Sędziszów (gromada)
Sędziszów – dawna gromada, czyli najmniejsza jednostka podziału terytorialnego Polskiej Rzeczypospolitej Ludowej w latach 1954–1972.
Gromady, z gromadzkimi radami narodowymi (GRN) jako organami władzy najniższego stopnia na wsi, funkcjonowały od reformy reorganizującej administrację wiejską przeprowadzonej jesienią 1954 do momentu ich zniesienia z dniem 1 stycznia 1973, tym samym wypierając organizację gminną w latach 1954–1972.
Gromadę Sędziszów z siedzibą GRN w Sędziszowie (wówczas wsi) utworzono – jako jedną z 8759 gromad na obszarze Polski – w powiecie jędrzejowskim w woj. kieleckim, na mocy uchwały nr 13b/54 WRN w Kielcach z dnia 29 września 1954. W skład jednostki weszły obszary dotychczasowych gromad Sędziszów, Piła-Chrusty, Gródek i Sosnowiec ze zniesionej gminy Sędziszów oraz osada fabryczna Tarnia z dotychczasowej gromady Swaryszów ze zniesionej gminy Mstyczów w tymże powiecie. Dla gromady ustalono 27 członków gromadzkiej rady narodowej.
31 grudnia 1959 do gromady Sędziszów przyłączono obszar zniesionej gromady Pawłowice, wieś Zielonki i kolonię Grązów Wodzisławski ze zniesionej gromady Zielonki oraz wieś Gniewięcin i kolonię Gniewięcin ze zniesionej gromady Gniewięcin.
1 stycznia 1969 do gromady Sędziszów przyłączono wsie Swaryszów, Szałas i Tarnawa ze zniesionej gromady Tarnawa.
Gromada przetrwała do końca 1972 roku, czyli do kolejnej reformy gminnej. 1 stycznia 1973 reaktywowano gminę Sędziszów.